# Castellar del Riu
Castellar del Riu är en kommun i Spanien.   Den ligger i provinsen Província de Barcelona och regionen Katalonien, i den östra delen av landet, 500 km öster om huvudstaden Madrid. Antalet invånare är 174. Arean är 33 kvadratkilometer. Castellar del Riu gränsar till Montmajor, Fígols, Cercs, Berga, Capolat och Guixers. 
Terrängen i Castellar del Riu är lite bergig.